# Pola Bełtowska
Pola Bełtowska (* 12. November 2006) ist eine polnische Skispringerin und Nordische Kombiniererin. Im Skispringen gewann sie beim Europäischen Olympischen Jugend-Winterfestival 2023 die Silbermedaille im Mixed-Team-Wettbewerb und nahm an der Junioren-Weltmeisterschaft 2021 teil.
Auch ihre Schwester Marcelina Bełtowska betreibt Skispringen.

## Werdegang
Ohne großen Erfolg nahm sie an den inoffiziellen Sommerweltmeisterschaften der Kinder und am FIS Youth Cup teil. Im Juli 2021 gab sie in Otepää ihr FIS-Cup-Debüt und belegte die Plätze 16 und 18. Im selben Monat gab sie in Kuopio im Rahmen der Sommerausgabe des Zyklus ihr Debüt im Continental Cup – beim ersten Start wurde sie 33., beim zweiten 30. und punktete damit erstmals in einem Wettbewerb diesen Rang. Im März 2022 trat sie in Zakopane bei der Junioren-Weltmeisterschaft an – sie wurde 41. im Einzelwettbewerb und 8. im Mannschaftswettbewerb.
Im Januar 2023 nahm sie in Planica am Europäischen Olympischen Winter-Jugendfestival teil – sie belegte den 10. Platz im Einzelwettbewerb, den 4. Platz im Teamwettbewerb und gewann die Silbermedaille im Mixed-Teamwettbewerb. Bei derselben Veranstaltung nahm sie auch an der Nordischen Kombination teil und belegte den 5. Platz in der Mixed-Staffel (Gundersen HS102/4x3,3 km). Am 1. Dezember 2023 feierte sie auf dem Lysgårdsbakken in Lillehammer ihr Debüt im Weltcup, konnte sich als 46. allerdings nicht für den Wettkampf qualifizieren. Dies gelang ihr erstmals am 30. Dezember 2023, als sie auf der Großen Olympiaschanze in Garmisch-Partenkirchen 38. wurde. Ihre ersten Weltcuppunkte feierte sie am 7. Februar 2025 auf der Großen Olympiaschanze in Lake Placid mit Platz 28.
Am 7. Februar 2025 sprang Bełtowska im Rahmen des Skisprung-Weltcups in Lake Placid mit 131 Metern einen Schanzenrekord und nationalen Rekord Polens, jedoch wurde der Wettkampf aufgrund des starken Windes unterbrochen und später neu gestartet.

## Erfolge

### Skispringen

#### Europaspiele
- Zakopane 2023: 26. Normalschanze

#### Juniorenweltmeisterschaften
- Zakopane 2022: 8. Mannschaft, 41. Normalschanze

#### Olympische Jugend-Winterspiele
- Gangwon 2024: 5. Mixed Team, 14. Normalschanze

#### Europäisches Olympisches Winter-Jugendfestival
- Planica 2023: 2. Mixed Team, 4. Mannschaft, 10. Normalschanze

### Nordische Kombination

#### Europäisches Olympisches Winter-Jugendfestival
- Planica/Tarvis 2023: 5. Mixed Team

## Schanzenrekorde
| Schanze (Hillsize)           | Ort         | Land               | Weite   | aufgestellt am  | Rekord bis |
| ---------------------------- | ----------- | ------------------ | ------- | --------------- | ---------- |
| Große Olympiaschanze (HS128) | Lake Placid | Vereinigte Staaten | 131,0 m | 7. Februar 2025 | aktuell    |

## Bibliografie
- Pola Bełtowska in der Datenbank des Internationalen Skiverbands (englisch) (Skispringen)
- Pola Bełtowska in der Datenbank des Internationalen Skiverbands (englisch) (Nordische Kombination)
- http://www.wyniki-skoki.hostingasp.pl/Zawodnik.aspx?name=BELTOWSKA%20Pola